# Saint-André-de-l'Eure
Pour les articles homonymes, voir Saint-André.
Saint-André-de-l'Eure est une commune française située dans le département de l'Eure, en région Normandie.

## Géographie
La ville est située au centre de la région naturelle à laquelle elle a donné son nom : la campagne de Saint-André.

### Localisation
| La Forêt-du-Parc La Baronnie (comm. dél. de Quessigny) | Fresney                        | Champigny-la-Futelaye            |
| Les Authieux                                           | Saint-André-de-l'Eure          | Foucrainville Mousseaux-Neuville |
|                                                        | Coudres, Champigny-la-Futelaye | Champigny-la-Futelaye            |

### Voies de communication et transports

#### Transport ferroviaire
Posée sur la ligne de Dreux à Saint-Aubin-du-Vieil-Évreux, la commune dispose de l'emprise de l'ancienne voie et de l'ancien bâtiment voyageurs.

#### Transport aérien
L'aérodrome de Saint-André-de-l'Eure, situé sur la commune des Authieux à 2 km au sud-ouest de Saint-André-de-l'Eure est utilisé pour la pratique d'activités de loisirs et de tourisme en aviation légère.

### Hydrographie
La commune est située dans le bassin Seine-Normandie. Elle n'est drainée par aucun cours d'eau,.

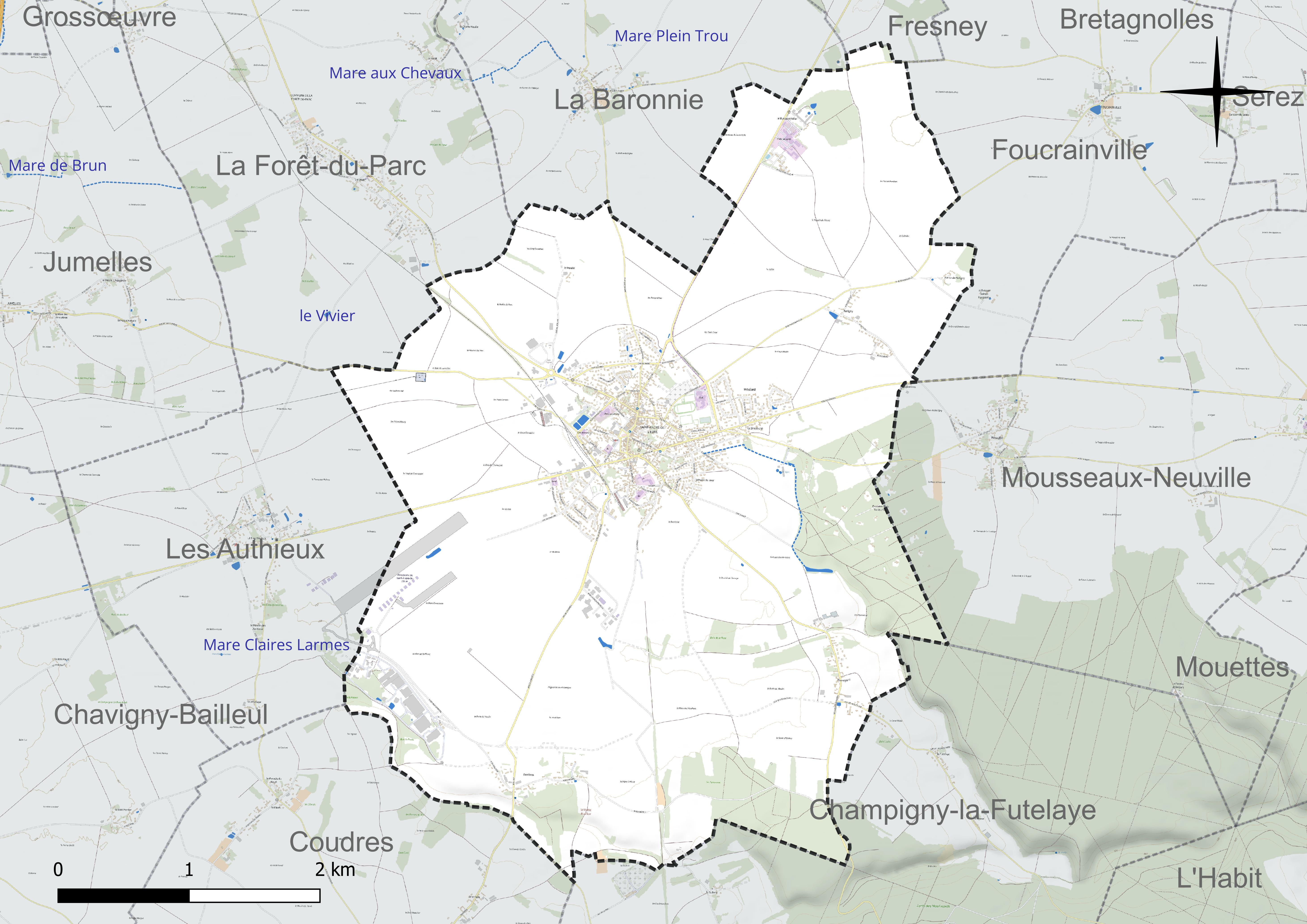
Réseau hydrographique de Saint-André-de-l'Eure.

### Climat
Pour des articles plus généraux, voir Climat de la Normandie et Climat de l'Eure.
En 2010, le climat de la commune est de type climat océanique dégradé des plaines du Centre et du Nord, selon une étude du CNRS s'appuyant sur une série de données couvrant la période 1971-2000. En 2020, Météo-France publie une typologie des climats de la France métropolitaine dans laquelle la commune est exposée à un climat océanique et est dans la région climatique  Sud-ouest du bassin Parisien, caractérisée par une faible pluviométrie, notamment au printemps (120 à 150 mm) et un hiver froid (3,5 °C). Parallèlement le GIEC normand, un groupe régional d’experts sur le climat, différencie quant à lui, dans une étude de 2020, trois grands types de climats pour la région Normandie, nuancés à une échelle plus fine par les facteurs géographiques locaux. La commune est, selon ce zonage, exposée à un « climat des plateaux abrités », correspondant aux plaines agricoles de l’Eure, avec une pluviométrie beaucoup plus faible que dans la plaine de Caen en raison du double effet d’abri provoqué par les collines du Bocage normand et par celles qui s’étendent sur un axe du Pays d'Auge au Perche.
Pour la période 1971-2000, la température annuelle moyenne est de 10,5 °C, avec  une amplitude thermique annuelle de 14,2 °C. Le cumul annuel moyen de précipitations est de 670 mm, avec 11,3 jours de précipitations en janvier et 8,1 jours en juillet. Pour la période 1991-2020, la température moyenne annuelle observée sur la station météorologique la plus proche, située sur la commune de Guichainville à 10 km à vol d'oiseau, est de 11,1 °C et le cumul annuel moyen de précipitations est de 659,6 mm,. Pour l'avenir, les paramètres climatiques de la commune estimés pour 2050 selon différents scénarios d’émission de gaz à effet de serre sont consultables sur un site dédié publié par Météo-France en novembre 2022.

## Urbanisme

### Typologie
Au 1er janvier 2024, Saint-André-de-l'Eure est catégorisée bourg rural, selon la nouvelle grille communale de densité à 7 niveaux définie par l'Insee en 2022.
Elle appartient à l'unité urbaine de Saint-André-de-l'Eure, une unité urbaine monocommunale constituant une ville isolée,. Par ailleurs la commune fait partie de l'aire d'attraction d'Évreux, dont elle est une commune de la couronne,. Cette aire, qui regroupe 108 communes, est catégorisée dans les aires de 50 000 à moins de 200 000 habitants,.

### Occupation des sols
L'occupation des sols de la commune, telle qu'elle ressort de la base de données européenne d’occupation biophysique des sols Corine Land Cover (CLC), est marquée par l'importance des territoires agricoles (78 % en 2018), en diminution par rapport à 1990 (79,7 %). La répartition détaillée en 2018 est la suivante : 
terres arables (70,1 %), zones agricoles hétérogènes (7,9 %), forêts (7,9 %), zones urbanisées (7,6 %), zones industrielles ou commerciales et réseaux de communication (6,5 %). L'évolution de l’occupation des sols de la commune et de ses infrastructures peut être observée sur les différentes représentations cartographiques du territoire : la carte de Cassini (XVIIIe siècle), la carte d'état-major (1820-1866) et les cartes ou photos aériennes de l'IGN pour la période actuelle (1950 à aujourd'hui).

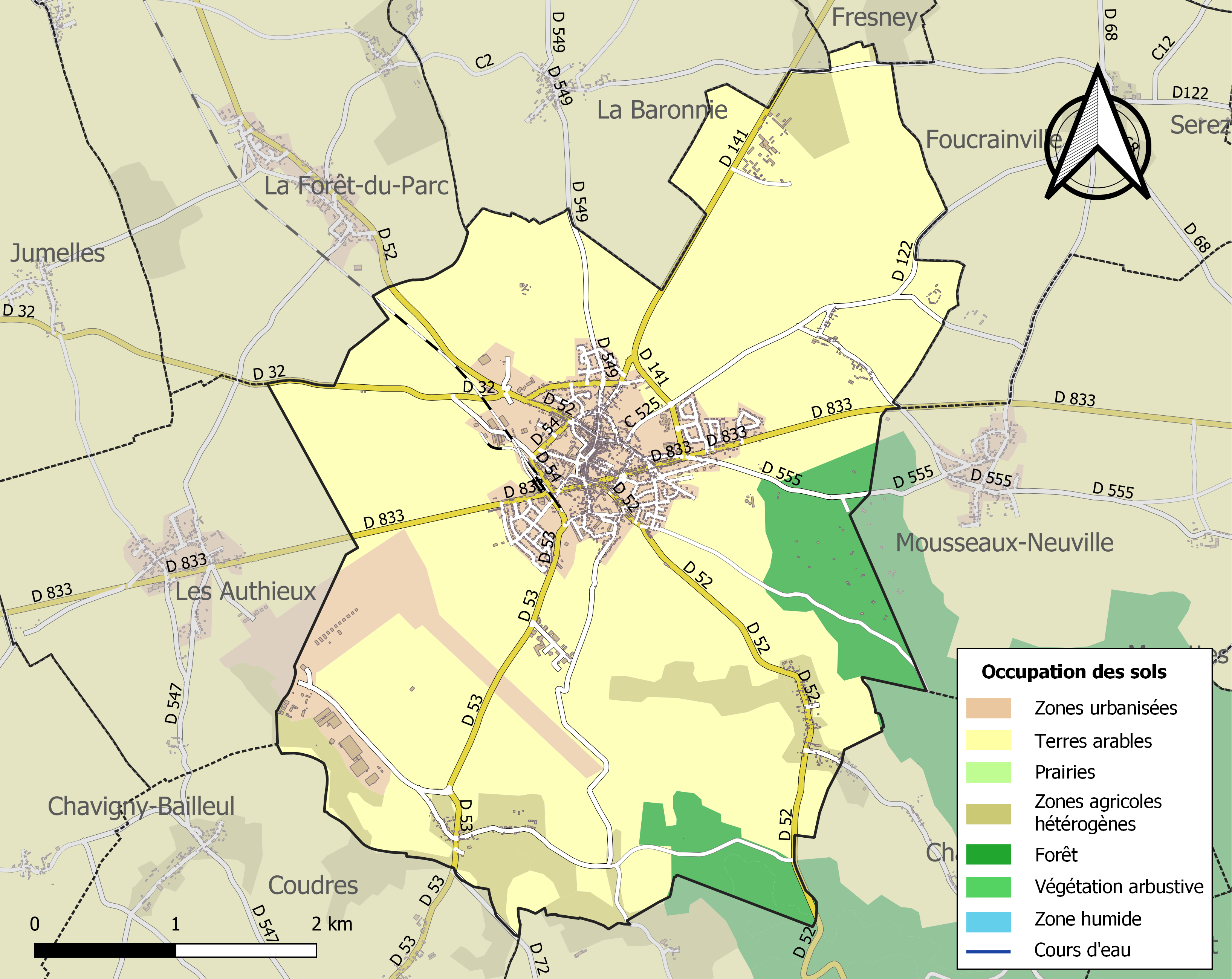
Carte des infrastructures et de l'occupation des sols de la commune en 2018 (CLC).

## Toponymie
Un hameau s’est formé autour d’une église dédiée à saint André. Il porte au Moyen Âge le nom de Saint Andre en la Marche, du fait de son appartenance à la zone frontalière entre Normandie et France.
Le nom de la localité est attesté sous les formes S. Andreas (charte de Philippe Auguste) et Villam Sancti Andree en 1213, Saint Andrieu en la Marche en 1419 (dén. des biens de l’abbaye de Conches), Saint Audoyer la Marche en 1458 (archives nationales), Saint Andry en la Marche en 1555 (catalogue des illustres ducs et connétables), Saint André en la Marche en 1731 (L. P.), Saint-André-la-Forêt en 1828 (Louis Du Bois).
Le nom primitif est déterminé par un hagionyme, Sancti Andree (saint André).
L'Eure est un département français de la région Normandie. Il tire son nom de l'Eure, rivière qui le traverse avant de rejoindre la Seine.

## Histoire
La commune a été formée en 1809 à partir de trois paroisses, Saint-André, Bastigny et Saint-Georges-des-Champs.

## Politique et administration

### Liste des maires
En 2010, la commune de Saint-André-de-l'Eure a été récompensée par le label « Ville Internet @ ».
| Période                                  | Période              | Identité                                      | Étiquette | Qualité                                                                            |
| ---------------------------------------- | -------------------- | --------------------------------------------- | --------- | ---------------------------------------------------------------------------------- |
| ?                                        | 1857                 | Léon Pierre-Séréville                         |           | Notaire                                                                            |
| 1858                                     | 1867                 | André Augustin Morin                          |           | Officier                                                                           |
| 1867                                     |                      | Biart                                         |           |                                                                                    |
| 1900                                     |                      | DOLLET Loius Etienne                          |           |                                                                                    |
| 1930                                     | 1936                 | Charles Buffet                                |           | Agriculteur                                                                        |
| Les données manquantes sont à compléter. |                      |                                               |           |                                                                                    |
| mai 1953                                 | mars 1971            | Raymond Lhériau                               | DVG       | Conseiller général (1964 → 1976)                                                   |
| mars 1971                                | novembre 1979        | Dr Henry                                      |           |                                                                                    |
| novembre 1979                            | mars 1989            | André Pommard                                 | PCF       |                                                                                    |
| mars 1989                                | mars 2008            | Paul Varigault                                | PCF       |                                                                                    |
| mars 2008                                | février 2019 (décès) | Serge Masson                                  | FG        | Professeur d’éducation physique et sportive Conseiller départemental (2015 → 2019) |
| février 2019                             | 17 mai 2019          | Marie-Martine Coursin                         |           | 1re adjointe, maire par intérim                                                    |
| 17 mai 2019,                             | En cours             | Franck Bernard Réélu pour le mandat 2020-2026 | SE        | Agent de maîtrise sécurité incendie                                                |
| Les données manquantes sont à compléter. |                      |                                               |           |                                                                                    |

## Démographie
L'évolution du nombre d'habitants est connue à travers les recensements de la population effectués dans la commune depuis 1793. Pour les communes de moins de 10 000 habitants, une enquête de recensement portant sur toute la population est réalisée tous les cinq ans, les populations de référence des années intermédiaires étant quant à elles estimées par interpolation ou extrapolation. Pour la commune, le premier recensement exhaustif entrant dans le cadre du nouveau dispositif a été réalisé en 2007.

En 2022, la commune comptait 3 903 habitants, en évolution de −1,56 % par rapport à 2016 (Eure : −0,25 %, France hors Mayotte : +2,11 %).
| 1793 | 1800 | 1806 | 1821 | 1831  | 1836  | 1841  | 1846  | 1851  |
| ---- | ---- | ---- | ---- | ----- | ----- | ----- | ----- | ----- |
| 800  | 749  | 849  | 977  | 1 202 | 1 243 | 1 234 | 1 376 | 1 430 |

| 1856  | 1861  | 1866  | 1872  | 1876  | 1881  | 1886  | 1891  | 1896  |
| ----- | ----- | ----- | ----- | ----- | ----- | ----- | ----- | ----- |
| 1 401 | 1 592 | 1 523 | 1 465 | 1 511 | 1 528 | 1 507 | 1 634 | 1 531 |

| 1901  | 1906  | 1911  | 1921  | 1926  | 1931  | 1936  | 1946  | 1954  |
| ----- | ----- | ----- | ----- | ----- | ----- | ----- | ----- | ----- |
| 1 614 | 1 614 | 1 613 | 1 418 | 1 625 | 1 571 | 1 565 | 1 674 | 1 830 |

| 1962  | 1968  | 1975  | 1982  | 1990  | 1999  | 2006  | 2007  | 2012  |
| ----- | ----- | ----- | ----- | ----- | ----- | ----- | ----- | ----- |
| 1 972 | 2 013 | 2 490 | 2 703 | 3 110 | 3 258 | 3 374 | 3 385 | 3 720 |

| 2017  | 2022  | - | - | - | - | - | - | - |
| ----- | ----- | - | - | - | - | - | - | - |
| 3 988 | 3 903 | - | - | - | - | - | - | - |

## Héraldique
|  | Les armes de Saint-André-de-l'Eure se composent de deux écus accolés qui se blasonnent ainsi : - 1- écartelé, au premier et au troisième d'azur aux trois fleurs de lys, deux en chef et une en pointe à dextre, au deuxième et au quatrième d'argent à la cotice en barre de sable, un filet en croix d'or brochant sur la partition ; sur le tout de sable plain ; - 2- écartelé, au premier et au troisième palé de gueules et de sinople, au deuxième et au quatrième d'argent au lion d'or ; sur le tout d'or plain. |

## Lieux et monuments
- Église Saint-André, du XVIe siècle . Elle bénéficie du label « Patrimoine du XXe siècle »[30] du fait des vitraux modernes. La devise républicaine : Liberté, Égalité, Fraternité figure sur les parties extérieures du chevet.
- Circuit touristique
- Aérodrome de Saint-André-de-l'Eure.
- Cimetière militaire allemand de Champigny-Saint-André

## Personnalités liées à la commune
- Jacques-Désiré Laval (1803 -1864) y a exercé la médecine entre septembre 1830 et avril 1834. Il a été béatifié en 1979 par le pape Jean-Paul II.
- Louis Gain (1883-1963), naturaliste et explorateur. Il est enterré à Saint-André-de-l'Eure.
- Dominique Lacout, professeur de philosophie et écrivain né à Saint-André-de-l'Eure.

## Événements
Le Rallye plaines et vallées, comptant pour le championnat de France des rallyes tout-terrain est organisé sur le territoire de Saint-André-de-l'Eure et ses environs.